# 1953 في الجزائر
الأحداث من عام 1953 في الجزائر.

## المواليد

### يناير
- 25 يناير - حميد ناصر خوجة، كاتب وشاعر وأكاديمي جزائري.

### فبراير
- 24 فبراير - محمود قندوز، لاعب كرة قدم جزائري.

### مارس
- 8 مارس - شعبان مرزقان، لاعب كرة قدم جزائري سابق ودولي.

### أبريل
- 13 أبريل - أحلام مستغانمي، كاتبة وروائية جزائرية.